# Komerční banka
Komerční banka (“KB”) er en tjekkisk bank og et datterselskab til Société Générale (60 %). KB har over 1,6 mio. kunder fordelt på 399 filialer i Tjekkiet og Slovakiet. Banken blev etableret i 1990.